# Liste der Biografien/Muru
Liste der Biografien |
Portal Biografien |
Personensuche
# |
A |
B |
C |
D |
E |
F |
G |
H |
I |
J |
K |
L |
M |
N |
O |
P |
Q |
R |
S |
T |
U |
V |
W |
X |
Y |
Z |
?
 
Ma |
Mb |
Mc |
Md |
Me |
Mf |
Mg |
Mh |
Mi |
Mj |
Mk |
Ml |
Mm |
Mn |
Mo |
Mp |
Mq |
Mr |
Ms |
Mt |
Mu |
Mv |
Mw |
Mx |
My |
Mz
 
Mua |
Mub |
Muc |
Mud |
Mue |
Muf |
Mug |
Muh |
Mui |
Muj |
Muk |
Mul |
Mum |
Mun |
Muo |
Mup |
Muq |
Mur |
Mus |
Mut |
Muu |
Muv |
Muw |
Mux |
Muy |
Muz
 
Mura |
Murb |
Murc |
Murd |
Mure |
Murf |
Murg |
Murh |
Muri |
Murj |
Murk |
Murl |
Murm |
Murn |
Muro |
Murp |
Murr |
Murs |
Murt |
Muru |
Murv |
Murw |
Mury |
Murz
Die Liste der Biografien führt alle Personen auf, die in der deutschsprachigen Wikipedia einen Artikel haben. Dieses ist eine Teilliste mit 15 Einträgen von Personen, deren Namen mit den Buchstaben „Muru“ beginnt.

## Muru
- Muru, Karl (1927–2017), estnischer Literaturwissenschaftler

### Murua
- Murúa y López, Benito (1846–1912), spanischer Erzbischof
- Murúa, Ainhoa (* 1978), spanische Triathletin
- Murúa, Lautaro (1925–1995), argentinischer Schauspieler und Regisseur
- Murúa, Martín de, spanischer Mercedarier-Mönch, Missionar und Chronist
- Murúa, Pedro (1930–2019), spanischer Hockeyspieler

### Muruc
- Murucci, Alexandre (* 1961), brasilianischer Bildender Künstler

### Murud
- Murud, Linn-Ida (* 1995), norwegische Freestyle-Skisportlerin
- Murud, Thea Krokan (* 1994), norwegische Skilangläuferin

### Murug
- Murugan, Perumal (* 1966), indischer Schriftsteller
- Murugan, Sowmiya (* 1996), indische Siebenkämpferin
- Muruganantham, A. (* 1962), indischer Erfinder und Unternehmer
- Murugara, Jackson (* 1970), kenianischer römisch-katholischer Ordensgeistlicher, Koadjutorbischof von Meru

### Murun
- Murunga, Richard (1949–2018), kenianischer Boxer

### Murut
- Murutar, Kati (* 1967), estnische Schriftstellerin und Journalistin